# تيد هاربر
تيد هاربر (بالإنجليزية: Ted Harper)‏ (22 أغسطس 1901 المملكة المتحدة - 1 يناير 1959) هو لاعب كرة قدم بريطاني سابق كان يلعب كمهاجم.

## روابط خارجية
- تيد هاربر على موقع ناشيونال فوتبول تيمز (الإنجليزية)
- تيد هاربر على موقع عالم كرة القدم.نت (الإنجليزية)